# Ylenia Baglietto
Ylenia López Pita Baglietto (Éibar, 18 de diciembre de 1986), conocida por el nombre artístico de Ylenia Baglietto, es una actriz española.

## Biografía
Ylenia Baglietto nace en Éibar (Guipúzcoa) y desde muy joven mostró dotes para el canto y la danza. Orientó estas aficiones a la práctica de la gimnasia rítmica en el "Club Gimnasia Rítmica Ipurua" de su ciudad con el que logró ser Campeona de España en Individual en los años 2000 y 2002 y en Conjuntos en el año 2001. La gimnasia le sirvió, en propias palabras para "sacar el lado artístico que ahora muestro en televisión".
Posteriormente realizó estudios de interpretación en la escuela de teatro de Guecho. Se presentó a un casting y consigue su primer papel como actriz de televisión en la serie Goenkale, serie de culto y más longeva de la televisión vasca, ETB, y que fue escuela y escaparate de numerosas actrices y actores vascos que comenzaron su carrera en esta serie. Se incorpora en la temporada 16.ª de la serie interpretando a Eider. Interpreta el mismo papel en la obra de teatro del mismo nombre que se puso en cartel coincidiendo con la temporada 18.
El año 2015 recibe el Premio Ercilla a la Mejor actriz revelación de Teatro por su interpretación en La Gaviota de Chejov.
Comienza así una carrera profesional ininterrumpida en la que alterna, tanto las series de televisión, el cine y el teatro. Alcanza su repercusión pública más notable a raíz de dar vida al personaje de Maite Zaldúa en la serie Acacias 38 de Televisión Española. En su opinión "Las mujeres homosexuales necesitan más referentes en el mundo audiovisual", como el personaje que interpreta

## Filmografía

### Cine
| Películas | Películas                                      | Películas | Películas                   |
| Año       | Título                                         | Personaje | Dirección                   |
| --------- | ---------------------------------------------- | --------- | --------------------------- |
| 2011      | Anfitrión especial                             |           |                             |
| 2011      | El peor corto de la historia                   |           | Iñaki Reyna                 |
| 2011      | Elisabeta                                      |           |                             |
| 2011      | El Sentimiento profundo                        |           |                             |
| 2012      | La Dama guerrera. La leyenda de Ana de Velasco |           | Ana Murugarren              |
| 2013      | Alaba Zintzoa (La hija honesta)                |           |                             |
| 2013      | Preguntador                                    |           | Lander Otaola               |
| 2013      | Superdown                                      |           | Igor García                 |
| 2015      | Ocho Apellidos catalanes                       |           | Emilio Martínez Lázaro      |
| 2015      | Bilbao-Vizcaya Ext: Día                        |           | 7 cineastas: Enrique Urbizu |
| 2015      | Pikadero                                       |           |                             |
| 2015      | Tres mentiras                                  |           | Ana Murugarren              |
| 2017      | La higuera de los bastardos                    | Loreto    | Ana Murugarren              |
| 2017      | Zakarias                                       |           | Violeta Trincado            |
| 2017      | Borracho                                       |           | Iñaki Reyna                 |
| 2016      | Glutamato 2                                    |           |                             |
| 2018      | Soinujolearen Semea                            |           | Fernando Bernués            |
| 2019      | La pequeña Suiza                               |           | Kepa Sojo                   |
| 2021      | García y García                                |           | Ana Murugarren              |

### Teatro
| Obras | Obras                                     | Obras                                             |
| Año   | Título                                    | Dirección                                         |
| ----- | ----------------------------------------- | ------------------------------------------------- |
| 2020  | Yo, la peor del mundo                     | Antonio Muñoz de Mesa / Olga Margallo             |
| 2019  | Obabakoak                                 | Calixto Bieito.                                   |
| 2019  | Linda Vista                               | José Pascual                                      |
| 2019  | Yo soy Pichichi                           | Patxo Telleria / Lander Otaola                    |
| 2018  | Niños dejad de joder con la pelota        | Lander Otaola e Ylenia Baglietto                  |
| 2018  | Tres Mujeres                              |                                                   |
| 2017  | 13 y martes                               |                                                   |
| 2017  | Caperucita Feroz                          | Galder Pérez                                      |
| 2017  | Obabakoak                                 | Calixto Bieito.                                   |
| 2016  | El Imposible Mayor en Amor, le vence Amor | GUSTAVO TAMBASCCIO                                |
| 2015  | La Gaviota (Chejov)                       | GUSTAVO TAMBASCCIO                                |
| 2015  | La Viuda Alegre                           | EMILIO SAGI                                       |
| 2015  | Caperucita Feroz                          | Galder Pérez                                      |
| 2014  | Cabaret Chihuahua                         | Felipe Loza                                       |
| 2014  | De Cuerpo Presente                        | Galder Pérez                                      |
| 2013  | Los Enamorados                            | Marco Carniti                                     |
| 2013  | Hansel y Gretel                           | Galder Pérez                                      |
| 2012  | Cena Con el Delito                        |                                                   |
| 2012  | Kondesaren Erretratua (Goenkale)          | Jokin Oregi                                       |
| 2012  | Cava-Ret Billano de la Rivera             | Eguzki zubia                                      |
| 2012  | 100 Paraguas                              | Maitane Zalduegi, Jose Ibarrola                   |
| 2012  | Ahatetxo Itxsusia                         | Galder Pérez                                      |
| 2012  | Arratoitxo Pinpirina                      | Galder Pérez                                      |
| 2012  | Nick: Maritxu, Nick: Bartolo              | Galder Pérez                                      |
| 2010  | El sueño de la mina                       | Galder Pérez                                      |
| 2010  | La estación                               | Gurutze Beitia, Itziar Lazkano y Maitane Zalduegi |
| 2010  | Bla, bla,bla                              | YoNunka teatro.                                   |
| 2009  | Reptiles sonrientes                       | Yonunka teatro.                                   |
| 2009  | Ametsak                                   | Yonunka teatro                                    |
| 2008  | Plenilunio Cabaret                        | Teatro Arriaga                                    |
| 2008  | Voces Pisadas                             | Yonunka teatro                                    |

### Televisión
| Series    | Series             |
| Año       | Título             |
| --------- | ------------------ |
| 2010-2013 | Goenkale           |
| 2014      | Gifted Corporation |
| 2017      | Bago!az            |
| 2018      | Presunto culpable  |
| 2020      | Etxekoak Udan      |
| 2020      | Etxekoak           |
| 2019-2020 | Acacias 38         |

### Danza
| Año  | Título                    |
| ---- | ------------------------- |
| 2008 | Plenilunio Cabaret        |
| 2009 | Bilbodanzz Action         |
| 2009 | Il sentimiento del bianco |
| 2010 | Sonrisas y lágrimas       |
| 2010 | Plenilunio Danza          |